# Challenger de Tigre 2022
El Challenger de Tigre de 2022, denominado por razones de patrocinio Dove Men+Care Legión Sudamericana Tigre, fue un torneo de tenis profesional que se jugó en pistas de polvo de ladrillo. Se trató de la 1.ª edición del torneo que formó parte del ATP Challenger Tour 2022 y del Circuito Legión Sudamericana 2022. Tuvo lugar en Tigre, Argentina del 3 al 9 de enero de 2022 en las canchas del Club Náutico Hacoaj.

## Distribución de puntos
| Modalidad    | Campeón | Finalista | Semifinales | Cuartos de final | 2ª ronda | 1ª ronda | Clasificados | 1ª ronda de clasificación |
| Individuales | 50      | 30        | 17          | 9                | 4        | 0        | 3            | -                         |
| Dobles       | 50      | 30        | 17          | 9                | -        | 0        | 3            | -                         |

## Jugadores participantes del cuadro de individuales

### Cabezas de serie
| Favorito | País                 | Jugador             | Rank1 | Posición en el torneo |
| -------- | -------------------- | ------------------- | ----- | --------------------- |
| 1        | Bandera de Argentina | Guido Andreozzi     | 271   | Primera ronda         |
| 2        | Bandera de Argentina | Santiago Rodriguez  | 302   | Campeón               |
| 3        | Bandera de Argentina | Genaro Olivieri     | 313   | Segunda ronda         |
| 4        | Bandera de Chile     | Gonzalo Lama        | 322   | Cuartos de Final      |
| 5        | Bandera de Argentina | Hernan Casanova     | 325   | Cuartos de Final      |
| 6        | Bandera de España    | Carlos Gimeno       | 329   | Segunda ronda         |
| 7        | Bandera de Argentina | Facundo Diaz Acosta | 338   | Final                 |
| 8        | Bandera de Italia    | Luciano Darderi     | 341   | Primera ronda         |

- 1 Se ha tomado en cuenta el ranking del 27 de diciembre de 2021.

### Otros participantes
Los siguientes jugadores recibieron una invitación (wild card), por lo tanto ingresan directamente al cuadro principal (WC):
- Valerio Aboian
- Juan Manuel La Serna
- Lautaro Midón

El siguiente jugador ingreso al cuadro principal como Alternate (Alt):
- Mariano Kestelboim

Los siguientes jugadores ingresan al cuadro principal tras disputar el cuadro clasificatorio (Q):
- Leonardo Aboian
- Alec Deckers
- Murkel Dellien
- Federico Agustín Gómez
- Tomás Lipovšek Puches
- José Pereira

## Campeones

### Individual Masculino
- Santiago Rodríguez Taverna derrotó en la final a  Facundo Díaz Acosta por 6-4 y 6-2.[2]

### Dobles Masculino
- Conner Huertas del Pino /  Mats Rosenkranz derrotaron en la final a  Facundo Díaz Acosta /  Matías Franco Descotte por 5-6 y retiro.